# Abenteuerland (Spiel)
Abenteuerland ist ein strategisches Fantasy-Brettspiel der deutschen Spieleautoren Wolfgang Kramer und Michael Kiesling, bei dem die Spieler mit ihren Helden in einem Königreich böse Nebelwesen bekämpfen müssen. Das Spiel ist im Oktober 2015 bei dem deutschen Verlag HABA erschienen, der es auch international vermarktet. 2016 wurde es mit dem Österreichischen Spielepreis in der Kategorie „Spiele Hit für Familien“ sowie mit dem Niederländischen Spielepreis ausgezeichnet.

## Thema und Ausstattung
Bei Abenteuerland handelt es sich um ein strategisches Brettspiel mit einem Fantasy-Thema. Die Spieler müssen in der Rolle von Abenteurern ein Königreich von aggressiven Nebelwesen befreien, die aus dem Nebel der Sümpfe aufsteigen. Dabei sammeln sie auf dem Spielplan Waffen, Kräuter und Gefährten ein, die sie beim Kampf unterstützen und Siegpunkte bringen. Das Spiel beschreibt in seiner Basisversion drei Spielszenarien mit den gleichen Grundspielweisen und leicht unterschiedlicher Zielsetzung und Wertung.
Das Spielmaterial besteht neben der Spielanleitung aus:
- einem Spielplan mit einer Landkarte auf einem 10x10-Raster (A-K, 1-10), auf der die verschiedenen Regionen (Gebirge, Wälder, Nebeltäler, Städte und ein Fluss) abgebildet sind, sowie einer Kramerleiste für die Punktewertung,
- 40 Abenteuer, jeweils 10 in den vier Spielerfarben,
- vier Wertungssteine in den vier Spielerfarben,
- 30 Gefährten (weiße Figuren),
- ein Wassermann,
- 110 Gelängekarten,
- 28 Schwerterplättchen,
- 20 Kräuterplättchen,
- 18 Goldplättchen,
- 14 Nebelwesen,
- drei Würfel W6, und
- drei Übersichtskarten zu den einzelnen Szenarien.

## Spielweise

### Spielvorbereitungen
Zur Spielvorbereitung wird zuerst ein Szenario ausgewählt und der Spielplan in der Tischmitte ausgelegt, jeder Spieler wählt zudem eine Spielerfarbe und bekommt alle Abenteurer sowie den Zählstein seiner Farbe. Der Zählstein wird auf das Startfeld der Zählleiste abgelegt, jeweils ein Abenteurer jeder Farbe kommt auf die Startbereiche neben den Reihen 1 bis 4 und über die Spalten von A bis D (bei nur zwei Spieler zusätzlich vor die Reihe 5 und über die Spalte E). Die Übersichtskarte für das entsprechende Szenario sowie alle Plättchen, Gefährten, der Wassermann und die Würfel kommen neben den Spielplan.
Zuletzt wird der Kartensatz mit den 110 Geländekarten gemischt und als Nachziehstapel neben das Spielbrett gelegt. Die ersten acht Karten werden der Reihe nach aufgedeckt und entsprechend den Angaben werden auf den angezeigten Feld ein entsprechendes Plättchen (Schwerter, Kräuter oder Gold) oder ein Gefährte abgelegt. Wird ein Goldplättchen abgelegt, wird der Wassermann auf dieses gestellt. Wird ein Plättchen mit Nebelmonstern abgelegt, wird jeweils eine weitere Karte aufgedeckt und ausgeführt.

### Spielablauf
Beginnend mit einem Startspieler spielen die Mitspieler immer reihum und führen pro Zug zwei Aktionen aus: Sie decken zwei Geländekarten auf und führen sie aus und ziehen danach ihre Abenteurer.
Das Aufdecken der Geländekarten entspricht der Vorgehensweise, die bei der Spielvorbereitung beschrieben wurde: Für jede Karte wird ein Plättchen oder ein Gefährte auf das angegebene Feld auf dem Spielfeldraster abgelegt. Handelt es sich um ein Goldstück, wandert der Wassermann auf dem Fluss von seiner aktuellen Position zu dem neuen Goldplättchen, wobei alle Abenteurer und Gefährten im Fluss, die auf diesem Weg liegen, aus dem Spiel ausscheiden. Handelt es sich um ein Nebelwesenplättchen, wird nach dem Auslegen jeweils eine zusätzliche Karte gezogen.
In der zweiten Phase des Zuges zieht der Spieler seine Abenteurer. Dabei darf er diese nur nach Süden oder Osten ziehen, wodurch sich die Figuren von der linken oberen Ecke zur rechten unteren bewegen. Der Spieler darf mit einer Figur zweimal oder mit zwei Figuren einmal beliebig weit in eine Richtung ziehen und dabei andere Figuren mit Ausnahme des Wassermanns und alle Plättchen mit Ausnahme der Nebelwesen überspringen. Zieht ein Abenteurer auf ein Feld mit einem Plättchen (Schwerter, Kräuter oder Gold), nimmt er dieses und legt es vor sich ab. Landet er auf einem Feld mit einem Gefährten, schließt sich ihm dieser in den nächsten Zügen an und begleitet ihn. Dabei darf ein Abenteurer beliebig viele Gefährten haben. Der Spieler darf auch auf einem leeren Feld landen oder auf seinen Zug verzichten, er darf allerdings nie bei einem anderen Abenteurer oder auf dem Feld mit dem Wassermann landen. Wenn in der folgenden Runde eine Karte von einem Feld aufgedeckt wird, auf dem ein Abenteurer steht, erhält dieser das entsprechende Plättchen oder den Gefährten.
Landet der Spieler auf einem Nebelplättchen, endet dort sein Zug und er muss mit dem Wesen kämpfen. Um das Wesen zu bekämpfen, muss er mindestens die Kampfstärke aufbringen, die der Stärke des Nebelwesens entspricht. Dabei addiert sich die Kampfstärke des Abenteurers aus der Anzahl der Figuren (Abenteurer und Gefährten) sowie den Einsatz von Schwertern, Kräutern und Gold. Der Spieler kann bis zu drei Schwerterplättchen aus seinem Besitz einsetzen und erhält entsprechend viele Würfel, deren Wurfergebnis gemeinsam mit den Zusatzwerten auf den Schwerterplättchen der Kampfstärke zugerechnet wird. Reicht diese Summe noch nicht aus, kann der Spieler zusätzlich Kräuterplättchen mit deren Stärke einsetzen und zusätzlich Gold verwenden, um die Kampfstärke zusätzlich um einen Punkt zu erhöhen oder um einen Würfel neu zu werfen. Hat der Spieler das Nebelwesen besiegt, bekommt er das Plättchen und legt es vor sich ab. Verliert der Spieler den Kampf, werden die Abenteurer und Gefährten aus dem Spiel genommen. In allen Fällen müssen eingesetzte Schwerter-, Kräuter- und Goldplättchen aus dem Spiel genommen werden.

### Spielende
Das Spiel endet nach der Runde, in der alle Schwerter und Gefährten aufgebraucht sind und sich auf dem Spielplan befinden. Bei einem Spiel mit 3 oder 4 Spielern sind dabei nur 25 bzw. 28 Gefährten und 23 bzw. 26 Schwerterplättchen im Spiel. Sollte eine der beiden Ressourcen leer sein, werden in den folgenden Runden Plättchen oder Gefährten aus dem Vorrat genommen bis auch die zweite Ressource leer ist.
Die Wertung am Spielende ist abhängig vom gewählten Szenario:
- beim Szenario Abenteuer 1: Die Gefährten werden bereits während des Spiels Punkte vergeben. Für besiegte Nebelwesen erhalten die Spieler die auf den Plättchen angegebene Punktzahl, für angeschlossene Gefährten pro Abenteurer aufsteigend +1, +2, … +n Punkte und für jedes eingesammelte Goldstück 1 Punkt. Diese Punkte werden direkt abgerechnet und bleiben auch bestehen, wenn die Spieler ihre Gefährten und das Gold wieder verlieren.
- beim Szenario Abenteuer 2: Die Glorreichen dürfen Abenteurer gleicher Farbe mit ihren Gefährten auf gemeinsam auf Feldern stehen und so größere Gruppen bilden, die gemeinsam ziehen. In der Punktwertung bekommen die Spieler zum Spielende für die besiegten Nebelwesen Punkte entsprechend deren Kampfstärke. Für die größte Gruppe erhalten die Spieler zudem die Anzahl der beteiligten Abenteurer plus Gefährten multipliziert mit drei sowie für jedes Goldplättchen 2 Siegpunkte und für jedes Schwerter- und Kräuterplättchen Punkte entsprechend der aufgedruckten Werte.
- beim Szenario Abenteuer 3: Flucht in die Städte versuchen die Spieler alle ihre Abenteurer in die Städte zu ziehen, um Minuspunkte zu vermeiden. In der Punktwertung bekommen die Spieler zum Spielende für die besiegten Nebelwesen Punkte entsprechend deren Punktzahlen. Der Spieler mit den meisten Nebelwesenplättchen erhält zusätzlich 7, der Zweite 3 und der Dritte einen Siegpunkt. Für jedes Goldplättchen bekommen die Spieler 2 Siegpunkte und der Spieler mit den meisten Goldplättchen erhält zusätzlich 7, der Zweite 3 und der Dritte einen Siegpunkt. Zudem werden die Abenteurer in den Städten pro Stadt mit Zusatzpunkten gewertet. Der Spieler, der in einer Stadt am meisten Abenteurer und Gefährten hat, bekommt die Anzahl der Stadtfelder als Punkte, der Zweite die Hälfte und der Dritte die Hälfte des Zweiten, jeweils abgerundet. Für Abenteurer, die zum Spielende nicht in den Städten sind, bekommt der Spieler Minuspunkte in Höhe der Anzahl der entsprechenden Abenteurer und Gefährten multipliziert mit der Anzahl der noch auf dem Spielplan befindlichen Nebelwesenplättchen.

Gewinner des Spiels ist jeweils der Spieler, der am Ende des Spiels die meisten Siegpunkte hat und somit auf der Wertungsleiste am weitesten vorn liegt.

## Entwicklung und Rezeption
Das Spiel Abenteuerland wurde von den deutschen Spieleautoren Wolfgang Kramer und Michael Kiesling entwickelt und erschien zu den Internationalen Spieltagen 2015 in Essen bei dem deutschen Verlag HABA als multilinguales Spiel in sechs Sprachversionen (Deutsch, Englisch, Italienisch, Spanisch, Französisch und Niederländisch).
2016 wurde das Spiel mit dem Österreichischen Spielepreis in der Kategorie „Spiele Hit für Familien“ sowie mit dem Niederländischen Spielepreis ausgezeichnet.
Auf dem Familienspielekatalog von HABA 2015 war ein Promo abgedruckt, das im Spiel eingesetzt werden kann. Dabei handelte es sich um vier neue Plättchen: Das Goldschwert und das Platinschwert, bei deren Einsatz der Spieler je zwei bzw. drei Würfel nutzen darf, die magischen Goldkräuter mit einer zusätzlichen Kampfstärke von 5 sowie der loyale Wolf (als Kräuterplättchen) mit einer Kampfstärke von 2, der jedoch nicht aus dem Spiel genommen werden muss. 2016 erschien mit König und Prinzessin zudem eine Erweiterung zu dem Spiel mit drei neuen Szenarien und zusätzlichem Spielmaterial.

## Belege
1. 1 2 3 4 5 6 7 8 9  Spieleanleitung Abenteuerland
2. ↑  Versionen von Abenteuerland in der Spieledatenbank BoardGameGeek (englisch); abgerufen am 14. Januar 2019.
3. ↑  Herbs, Erweiterung zu Abenteuerland in der Spieledatenbank BoardGameGeek (englisch); abgerufen am 14. Januar 2019.
4. ↑  King & Princess, Erweiterung zu Abenteuerland in der Spieledatenbank BoardGameGeek (englisch); abgerufen am 14. Januar 2019.